# 1958-as magyar öttusabajnokság
Az 1958-as magyar öttusabajnokságot augusztus 20. és 24. között rendezték meg. A viadalt Kovácsi Aladár nyerte meg, akinek ez volt élete egyetlen egyéni felnőtt bajnoki címe. A csapatversenyt, amit novemberben külön rendeztek meg, a Bp. Honvéd nyerte.

## Eredmények

### Férfiak

#### Egyéni
| Hely | Név             | Klub          | Eredmény |
| ---- | --------------- | ------------- | -------- |
| 1.   | Kovácsi Aladár  | MAFC          | 4411     |
| 2.   | Nagy Imre       | MAFC          | 4356     |
| 3.   | Balczó András   | Csepel SC     | 4252     |
| 4.   | Ferdinandy Géza | Bp. Honvéd    | 4219     |
| 5.   | Villányi András | MAFC          | 4213     |
| 6.   | Szabó Sándor    | MAFC          | 4188     |
| 7.   | Bódi János      | Bp. Honvéd    | 3918     |
| 8.   | Török Ferenc    | Bp. Honvéd    | 3747     |
| 9.   | Móra László     | Bp. Pedagógus | 3713     |
| 10.  | Török Ottó      | Bp. Honvéd    | 3548     |

#### Csapat
| Hely | Név                                           | Klub       | Eredmény |
| ---- | --------------------------------------------- | ---------- | -------- |
| 1.   | Bódi János, Szaniszló József, Ferdinandy Géza | Bp. Honvéd | 13 910   |
| 2.   | Kovácsi Aladár, Nagy Imre, Szabó Sándor       | MAFC       | 13 206   |
| 3.   | Balczó András, Németh Ferenc, Földi László    | Csepel SC  | 12 621   |